# NK Mladost Solina
NK Mladost je bosanskohercegovački nogometni klub iz mjesta Soline kraj Tuzle.